# Szudán világörökségi helyszínei
Szudán területéről eddig három helyszín került fel a világörökségi listára, öt helyszín a javaslati listán várakozik a felvételre.
| | Dzsebel Barkal és a Napata régió régészeti helyszínei |
| 2003 |                                                       |
| Kulturális (I)(II)(III)(IV)(VI) |                                                       |
| Védett terület: 182,5 ha, puffer zóna: 46,5 ha, hivatkozás: 1073 |                                                       |
| A világörökségi helyszín öt régészeti lelőhelyből (Dzsebel Barkal, el-Kurru, Nuri, Szanam és Zuma) áll. A napata, a meroita, valamint a kusita civilizációnak állít emléket, otthonok, paloták, piramisok és sírok maradványait foglalja magába. A régészeti leleteken beolvadásokkal és vándorlásokkal teli történelem tükröződik, az építészet, az írás, a közigazgatási rendszer és a vallás erőteljes egyiptomi hatást mutat. Dzsebel Barkal templomegyüttesében főistenként Ámont tisztelték és az egész térség vallási központja volt. Feliratai uralkodókról, az isteneknek felajánlott áldozatokról és hadjáratokról szólnak. A nagyobb templomokat a helyiek napjainkban is szent helynek tekintik. Az itteni piramisok, amelyeket Kus királyai és gazdag magánemberei számára emeltek jelentősen különböznek az egyiptomiaktól, nem csak méretükben, hanem azért is, mert nem elrejteni akarták az elhunytakat, hanem emléket állítani nekik. A piramisok elé egy-egy kisméretű templomot emeltek, ezekben adományokat gyűjtöttek. Az i. e. 6. században Meroé lett a napata főváros de a térség még a római időkben is Kusita Királyság szellemi központja maradt. |                                                       |

| | Meroé |
| 2011 |       |
| Kulturális (II)(III)(IV)(V) |       |
| Védett terület: 2357,36 ha, puffer zóna: 13 881,7 ha, hivatkozás: 1336 |       |
| A mai Szudánban, a Nílus és az Atbara folyók között elhelyezkedő Meroé az i. e. 8. századtól az i. e. 4. századig virágzó Kusita Királyság központja volt, az Egyiptomot egy évszázadra leigázó uralkodók székhelye, később temetkezési helye is. Birodalmuk fénykorában a Földközi-tengertől egészen Afrika belső részéig terjedt. A helyszín három fő része Meroé a főváros a temetővel és két vallási központ Musawwarat es-Sufra és Naqa. Megmaradt épületeik közül legfontosabbak a temetkezésre használt piramisok valamint templomok, a vízgyűjtők, a paloták és a kézműves negyedek. Meroé gazdasága több mint ezer éven keresztül (az i. e. 8. századtól az i. sz. 4. századig) hatást gyakorolt a Nílus-völgy életére. Civilizációjuk egészen az i. sz. 6 század közepéig, a kereszténység elterjedéséig fennmaradt. A helyszínen található piramisok a kusita sírépítészet legszebb példái. A 19. század folyamán kincskeresők kutatták át a piramisokat amelyek közül néhány ennek következtében összeomlott, de azóta nem szenvedtek komolyabb károsodást. |       |

| | Sanganeb Tengeri Nemzeti Park, Dungonab-öböl, Mukkawar-sziget Tengeri Nemzeti Park |
| 2016 |                                                                                    |
| Természeti (VII)(IX)(X) |                                                                                    |
| Védett terület: 260 700 ha, puffer zóna: 504 600 ha, hivatkozás: 262 |                                                                                    |
| A Vörös-tenger középső részén elterülő védett övezet növény- és állatvilága indiai-óceáni eredetű. Félig elzárt jellege következtében ezen a helyen egyéni ökoszisztéma fejlődött ki endemikus fajokkal. A kiterjedt korallszirtek viszonylag érintetlenek és nagymértékben hozzájárulnak a Vörös-tenger középső zónájában található regionális ökoszisztéma egészséges fenntartásához. A két védett tengeri területet egy szintén védett 125 km hosszú parti sáv köti össze. Sanganeb a Vörös-tenger egyetlen atollszerű képződménye, 25 kilométer távolságra fekszik Szudán partjaitól. A 800 méter mély tengerrel körülvett szigethez tartozó korallzátonyok a világ legészakabbra elterülő korallzátony-rendszerének részei. A területen tanulmányozható a Vörös-tenger és az Indiai-óceán élővilága közötti eltérés. Dungonab-öböl a hozzátartozó Mukkawar-szigettel és a parti sávval változatos élőhelyeket, köztük mangrove mocsarakat, tengeri fűvel borított területeket kínál veszélyeztetett állatoknak, tengeri teheneknek, delfineknek, bálnáknak, rájáknak és költöző madaraknak. A három helyszínen összesen 200 000 hektárnyi területet helyeztek védelem alá |                                                                                    |